# Спасо-Орловский монастырь
Спасо-Орловский монастырь — монастырь Русской православной церкви, находившийся в городе Орлове. Основан в 1693 году. Закрыт в 1920-х годах.

## История
Спасо-Орловский монастырь был основан на болотистом берегу реки Вятки в 1693 году по благословлению архиепископа Вятского и Великопермского Ионы. Основателями монастыря стали келарь Успенского Трифонова монастыря Илья Семакин и его брат Стефан. В 1764 году монастырь был переведен «за штат», то есть оставлен на собственном содержании под игуменским управлением.
В первой половине XIX в. был отстроен в камне, в 1820 году сооружены надвратная колокольня, ограда и кельи.
5 сентября 1918 года был расстрелян настоятель Спасо-Орловского мужского монастыря игумен Мартиниан (Михаил Фролович Ершов). Он был реабилитирован прокуратурой Кировской области в соответствии с ст. 3,5 Закона РСФСР «О реабилитации жертв политических репрессий» от 18 октября 1991 года. По другим данным, он был застрелен в 1919 году на колокольне захваченной большевиками Почаевской лавры. В начале 1920-х гг. монастырь был закрыт, его постройки занял сельскохозяйственный техникум.

## Святыни
В монастыре хранился почитаемый образ Спаса Нерукотворного, по преданию, явленный в болоте в 7 вёрстах от Орлова по Вятскому тракту. На месте обретения иконы была построена часовня, получившая в народе название «Спаса на болоте», к которой из монастыря ежегодно совершались крестные ходы — в пятую неделю по Пасхе, и 16 августа (29 августа по новому стилю). В монастыре имелся также ковчежец, в котором хранились 24 частицы мощей различных святых.